# Montecerrao
Montecerrao (en asturiano y oficialmente El Monte Cerráu) es un barrio de Oviedo, Asturias, perteneciente al Distrito 5. Es uno de los barrios más jóvenes de la ciudad. Tiene dos zonas claramente diferenciadas: una de chalés y viviendas unifamiliares y otra de grandes comunidades de vecinos.

## Deportes
Cuenta con un Centro Deportivo que dispone de gimnasio, piscina, spa, padel y minibasquet inaugurado en octubre de 2014.

## Fiestas
El barrio celebra sus fiestas en la festividad de Santa Ana de Mexide, el 26 de julio. La patrona del barrio se tomó de la advocación de la antigua capilla de La Vega, hoy Monte Cerrau, que fue rehabilitada en 1997.